# Wilhelmina von Bremen
Wilhelmina „Billie“ von Bremen (nach Heirat Asch; * 13. August 1909 in San Francisco; † 23. Juli 1976 in Alameda) war eine US-amerikanische Leichtathletin und Olympiasiegerin.

## Leben und Leistungen
Die Absolventin der Commerce High School von San Francisco arbeitete als Buchhalterin im Kaufhaus Emporium, brillierte in dessen Basketballbetriebsmannschaft und konzentrierte sich bald auf den Sprint. In der Vorbereitung für die Olympischen Spiele 1932 wurde sie formal dem Verein Western Women’s Club angegliedert.
Als Teilnehmerin an den Spielen in Los Angeles gewann sie beim 100-Meter-Lauf die Bronzemedaille hinter der Polin Stanisława Walasiewicz (Gold) und der Kanadierin Hilda Strike (Silber). In der 4-mal-100-Meter-Staffel holte sie mit der US-amerikanischen Mannschaft die Goldmedaille, zusammen mit ihren Teamkolleginnen Mary Carew, Evelyn Furtsch und Annette Rogers.
Im selben Jahr wurde sie zur Miss California gewählt. Im Oktober 1935 heiratete sie den Rechtsanwalt Robert B. Asch, mit dem sie in Palo Alto lebte. Sie wurde Mutter eines Sohnes und spielte leidenschaftlich Tennis. Am 23. Juli 1976 starb sie an einem Herzanfall, als sie mit ihrem Ehemann einem professionellen Tennisturnier zuschaute.